# Echinochloa rotundiflora
Echinochloa rotundiflora är en gräsart som beskrevs av Clayton. Echinochloa rotundiflora ingår i släktet hönshirser, och familjen gräs. Inga underarter finns listade i Catalogue of Life.